# Szentmártonmacskás
Szentmártonmacskás falu Romániában, Kolozs megyében.

## Fekvése
Kolozs megyében, Kolozsvártól északnyugatra, Kajántó és Kolozsgyula között, Magyarmacskás szomszédjában fekvő település

## Története
Az Árpád-kori település, Szentmártonmacskás nevét az oklevelek 1283-ban említették először Machkás néven.
1307-ben inferior Machkás elnevezéssel fordult elő az oklevelekben.
1310-ben Machkás néven írták nevét és ekkor már megnevezték Szent Márton-templomát is, mely a mai Magyarmacskás-al közös templom volt és a két falut egymástól csak egy patak választotta el, s mindkét falut a közös templom után nevezték akkor Szentmártonmacskásnak.
1332-ben már Lőrinc nevű papját is említették.
1334-ben Pál nevű papja 2 garas pápai tizedet fizetett.
1440-ben is említik a település nevét az oklevelekben, ekkor Zenthmártonmacskás néven írták nevét.
1450-ben Zentmárton Machása néven szerepelt az oklevelekben.
1667-ben nevét már Alsómachás néven említették, valószínűleg ekkortájt válhatott két részre a falu: Alsó- és Felsőmacskásra.
1693-ban nevét már Alsó Szentmártonmachás néven írták.
1895-ben a régi Szentmárton templomot lebontották és újat építettek helyette.
A falunak nevet adó Szentmárton templom Magyarmacskás területén állt, s a két falu közösen használta. 
Középkori lakói katolikusok voltak, azonban a reformáció idején reformátusokká lettek.
Szentmártonmacskás a trianoni békeszerződés előtt Kolozs vármegye Kolozsvári járásához tartozott.